# SdKfz 250
El Sonderkraftfahrzeug 250 o SdKfz 250 era un vehículo semioruga acorazado alemán de la Segunda Guerra Mundial. Se utilizaban principalmente como vehículo de asalto ligero, dando apoyo a la infantería o transportándola.
Es similar al Sd.Kfz. 251, pero más corto.